# Giaglione
Giaglione é uma comuna italiana da região do Piemonte, província de Turim, com cerca de 692 habitantes. Estende-se por uma área de 33,59 km², tendo uma densidade populacional de 20,6 hab/km². Faz fronteira com Bramans (FR - 73), Chiomonte, Exilles, Gravere, Mompantero, Susa, Venaus.

## Demografia
| Variação demográfica do município entre 1861 e 2011                               |
|                                                                                   |
| Fonte: Istituto Nazionale di Statistica (ISTAT) - Elaboração gráfica da Wikipedia |